# Epacris serpyllifolia
Epacris serpyllifolia är en ljungväxtart som beskrevs av Robert Brown. Epacris serpyllifolia ingår i släktet Epacris och familjen ljungväxter. Inga underarter finns listade i Catalogue of Life.